# Pierre Bordage
Vous lisez un « bon article » labellisé en 2011.
Pour les articles homonymes, voir Bordage.
Pierre Bordage, né le 29 janvier 1955 à La Réorthe, en Vendée, est un auteur de science-fiction français. C'est avec sa trilogie Les Guerriers du silence, publiée aux éditions de l'Atalante et vendue à 50 000 exemplaires, qu'il rencontre le succès. Ce space opera ainsi que le cycle de Wang sont salués par la critique littéraire comme des œuvres majeures du renouveau de la science-fiction française des années 1990, genre qui était alors dominé par les auteurs anglophones.
Au fil de ses publications, Pierre Bordage acquiert la notoriété et une reconnaissance parmi les meilleurs romanciers populaires français. Auteur d'une quarantaine d'ouvrages ainsi que de nouvelles, publiés chez différents éditeurs (notamment Au diable vauvert) et de différents genres (fantasy historique avec L'Enjomineur, science fantasy avec Les Fables de l'Humpur, polar, etc.), il a aussi conçu des novélisations et réalisé quelques scénarios pour le cinéma, pour ensuite s'essayer à l'adaptation théâtrale, ainsi qu'à celle de sa propre œuvre en bande dessinée.
Les ouvrages de Pierre Bordage ont une orientation humaniste, axée sur la découverte de la spiritualité, la lutte contre le fanatisme, ou encore le détournement du pouvoir politico-religieux au profit de quelques-uns. Bien qu'issu de la science-fiction, il travaille davantage sur ses personnages que sur la science et les technologies qu'il met en scène, et s'inspire des épopées et des mythologies du monde entier.
Pierre Bordage a reçu de nombreux prix littéraires tels que le grand prix de l'Imaginaire (1993) et le grand prix Paul-Féval de littérature populaire (2000).

## Biographie

### Enfance
Pierre Bordage grandit dans une ferme familiale en Vendée, élevé par des parents et une famille profondément catholiques, dans un village très rural. L'un de ses oncles est prêtre. Il a très tôt le goût de l'écriture, mais le système scolaire et les cours de français tendent à l'en éloigner. De plus, il vit des expériences mystiques, qu'il décrit comme telles : « j’entendais des élans à l’intérieur de moi et [je] ressentais une perception au-delà du monde ». Il intègre de son propre chef le petit séminaire entre 1965 et 1967, ce qui lui permet de prendre connaissance de la Bible, d'apprendre le latin et de lire les textes mythologiques fondateurs de l'Antiquité. Ses parents espèrent qu'il deviendra prêtre ou se consacrera d'une autre façon à la religion. Toutefois, Pierre Bordage, qui se dit « trop mystique pour ce genre d'enseignement », affirme que les prêtres s'évertuent à contrarier ses « élans qui échappent à leur contrôle ». Pour combler son ennui pendant les messes du matin, il imagine des histoires. À l'adolescence, il s'éloigne définitivement de la religion qu'il a vécue comme un endoctrinement,,.
Il a toujours aimé la mythologie. Il recevait un livre sur le sujet pour ses étrennes chaque année. Il garde un souvenir ému de ces récits qui l'ont émerveillé et fait voyager. La mythologie grecque et la mythologie indienne (le Rāmāyana et le Mahâbhârata notamment) sont ses préférées.

### Période étudiante
Il obtient le baccalauréat en 1973, puis s'inscrit en lettres modernes à l'université de Nantes,, diplôme qu'il dit lui être de peu d'utilité. Il rencontre sa future épouse à l'université de Nantes, mais n'obtient pas sa maîtrise de lettres au terme de sa scolarité.
Il pratique le karaté pendant neuf ans et le basket plusieurs années durant,, jusqu'au niveau nationale 3, à la Vendéenne de La Roche-sur-Yon (il mesure 1,86 m), avant de suivre des cours de banjo et de guitare avec Patrick Couton. 
Il s'intéresse à nouveau à l'écriture durant sa première année d'université, grâce à un atelier en lettres modernes, en 1975. À l'occasion d'une dissertation en littérature comparée, consacrée à l'âge d'or de la science-fiction, il découvre ce genre littéraire avec, notamment, les Chroniques martiennes de Ray Bradbury (mais aussi Demain les chiens de Clifford D. Simak, Shambleau de Catherine Moore, Dune de Frank Herbert et Abattoir 5 ou la Croisade des enfants de Kurt Vonnegut) qui sont pour lui une véritable révélation, et lui rappellent, par le « vertige » qu'ils lui donnent, tous les textes mythologiques qui le fascinent, l'encourageant à écrire dans le genre SF. L'un de ses professeurs de lettres note sa classe au nombre de pages sans se soucier du style. Cette formation aide Pierre Bordage à se lancer dans l'écriture. La sortie de Star Wars, en 1977, l'influence également en ce sens.

### Recherches spirituelles
Il fait de nombreux voyages, surtout en Asie et particulièrement en Inde où il séjourne trois mois avec sa compagne en 1975, dans un esprit de découverte spirituelle. Ce pays le marque pour sa spiritualité « quasi palpable », le « transforme » pour son côté initiatique et lui permet de retrouver les élans de son enfance. L'expérience le conforte dans son rejet des valeurs occidentales à l'époque. De ce fait, il commence à s'intéresser à la philosophie orientale et au tao, et lit les écrits de penseurs comme Jiddu Krishnamurti pour comprendre la spiritualité non religieuse. Cette fascination pour la dimension spirituelle de l'Inde se ressent dans la plupart de ses écrits. En 1976, il entame un premier roman mais ne parvient pas à le faire publier, et s'éloigne à nouveau de l'écriture fictionnelle jusqu'à l'âge de 30 ans.

### Premiers métiers
Il pratique alors différents métiers, commençant par tenir une librairie ésotérique rue d'Alésia à Paris, de 1981 à 1984. Françoise Hardy est, entre autres, l'une de ses clientes fidèles. Il part en 1985 dans un village reculé du Gers afin de mettre en pratique ce qu'il a appris de ses recherches spirituelles. Ayant du temps et des économies devant lui, il écrit les deux mille pages du roman Les Guerriers du silence en six mois, à la main et sur un grand cahier d'écolier. Il vend des brioches fabriquées avec sa femme sur les marchés de la région afin de gagner un peu d'argent. Son expérience d'écriture, qu'il qualifie de « jaillissement » et dont il n'a jamais connu l'intensité une seconde fois, ne débouche pas sur une édition immédiate puisque le milieu de la SF française est sinistré, ce que Pierre Bordage ignore à l'époque. De ce fait, il ne reçoit que des lettres de refus des différentes maisons d'édition.
Revenu de sa période d'ascétisme, il devient vendeur, puis commercial pour un grossiste en jouets,,. Il devient ensuite journaliste sportif à la suite d'un concours de circonstances, et déménage à Paris où il rencontre en 1992 son premier éditeur, Vaugirard, qui lui propose d'écrire le cycle de Rohel le conquérant, série de 14 tomes « lui permettant de se structurer en tant qu'écrivain » et d'apprendre la discipline nécessaire pour écrire un grand nombre de pages rapidement.

### Premiers succès en science-fiction

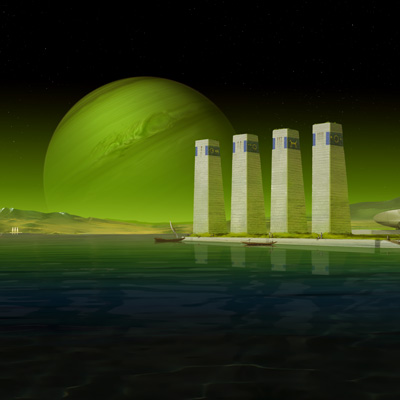
Le space opera, genre littéraire qui met en scène la colonisation de l'espace par l'Homme, est le genre de prédilection de Pierre Bordage. Ici, peinture d'un port de l'Espace vu par Frank Lewecke.

En 1993, il découvre chez un petit éditeur nantais, l'Atalante, un ouvrage de l'écrivain américain Orson Scott Card traduit par son ancien professeur de banjo, Patrick Couton. Il propose alors Les Guerriers du silence à Pierre Michaut, directeur de la maison d'édition qui, considéré comme « le découvreur de Pierre Bordage », accepte de le publier en trois volumes et en grand format. Le premier tome est un succès inattendu et immédiat qui se vend à 50 000 exemplaires, chiffre de vente rarement atteint en science-fiction francophone. Il reçoit le grand prix de l'Imaginaire et le Prix Julia-Verlanger. Ce cycle introduit de la densité et une dimension psychologique particulière au sein du genre du space opera. L'Atalante publie les deux autres tomes de la trilogie, et le dernier, La Citadelle Hyponéros, récompensé du Prix Cosmos 2000, est considéré comme « l'un des chefs-d'œuvre de la science-fiction française » par Le Figaro. En 1996, Pierre Bordage déménage en Dordogne avec sa femme et ses enfants, la région inspirant le pays de la « Dorgne » de son roman Les Fables de l'Humpur.
Le premier volume d'Abzalon suit et en 1998, le cycle de Wang permet à Pierre Bordage de « définitivement faire son entrée dans la cour des grands » et de remporter l'éphémère Prix de la Tour Eiffel.

### Diversification des genres littéraires

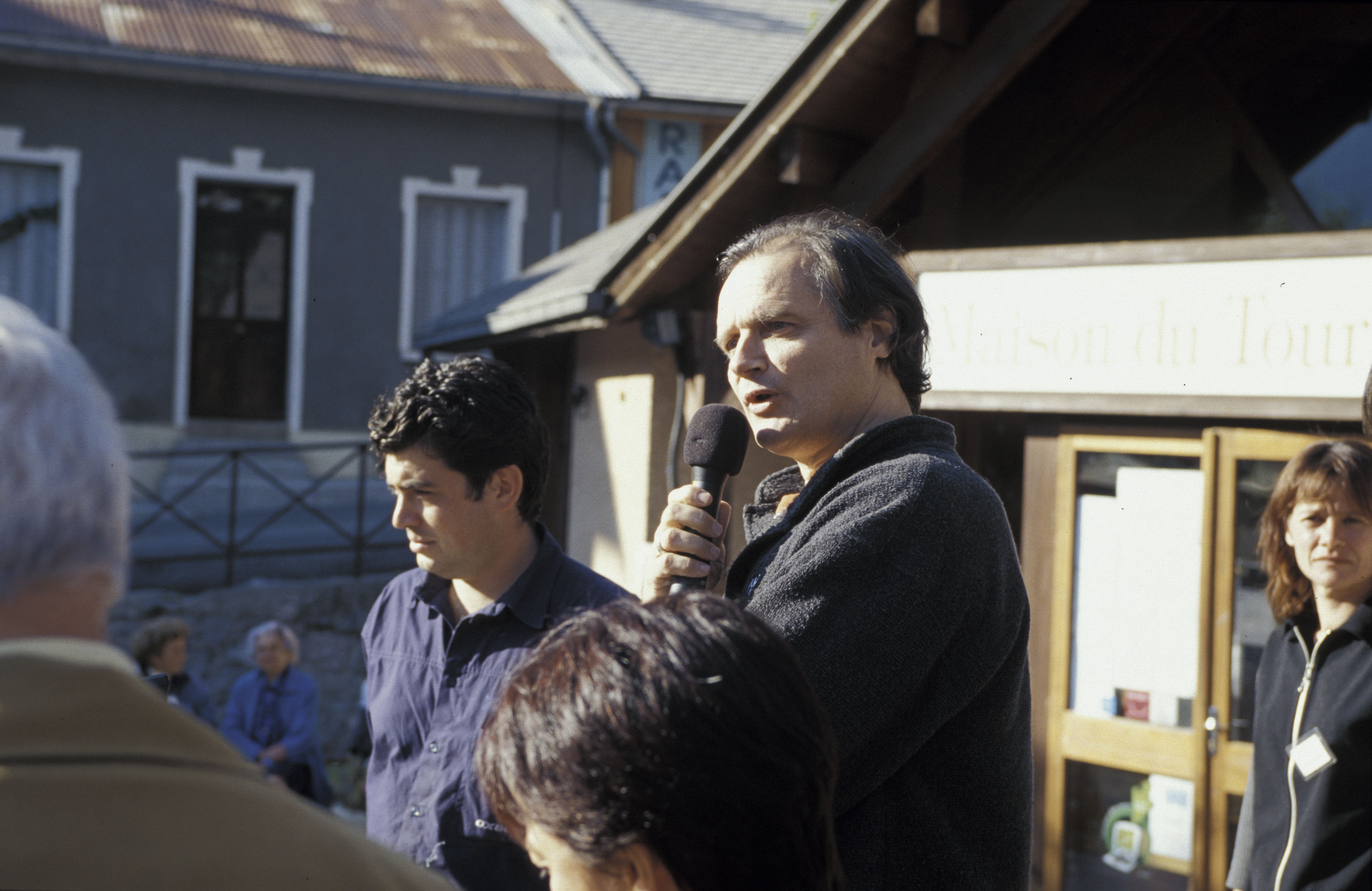
Pierre Bordage en 2002, au festival Fantastic Alpes à Guillestre.

En 1998, il publie Atlantis, les fils du rayon d'or, novélisation d'un univers de jeu vidéo qui lui permet d'être traduit aux États-Unis. En 1999, il déménage aux États-Unis, à Kansas City, grâce à des amis américains qu'il a rencontrés dans le Gers, et y reste deux ans. Les paysages qu'il découvre inspirent son roman Orchéron. La même année sort Graine d'immortels, un roman consacré au brevetage génétique. En 2000, Les Fables de l'Humpur, son roman de science fantasy, reçoit le Prix Paul Féval. Il met à jour chez Librio le roman-feuilleton en six épisodes : Les Derniers Hommes, et publie Orchéron, la suite d'Abzalon. Le cycle des Griots célestes, qui a pour thème le détachement et le non-jugement et se compose de Qui-vient-du-bruit en 2002 et Le Dragon aux plumes de sang en 2003, marque un retour au space opera.
En 2001, il devient aussi le président du festival nantais des Utopiales, et entame une nouvelle collaboration éditoriale avec les éditions du Diable Vauvert. La trilogie des Prophéties, composée des trois thrillers L'Évangile du serpent (2001, récompensé du prix Bob-Morane), L'Ange de l'abîme (2004) et Les Chemins de Damas (2005), parait chez le Diable Vauvert, son éditeur principal avec L'Atalante. Il publie ses ouvrages ayant l'imaginaire (space opera, fantasy…) pour thème chez L'Atalante. Le Diable Vauvert édite ses romans contemporains (polar, thriller…),.
En 2003, il réalise la novélisation du film d'animation Kaena, la prophétie et s'essaie pour la première fois à l'écriture jeunesse. De 2004 à 2006, il publie L'Enjomineur chez L'Atalante, saga de fantasy historique dont les trois tomes, fortement documentés pendant quatre mois, connaissent un franc succès critique. Son polar d'anticipation Porteurs d'âmes, paru en 2007, est récompensé du prix des lecteurs du Livre de Poche deux ans plus tard. La Fraternité du Panca, cycle de space opera en cinq volumes reprenant un scénario et une thématique typiques de ses écrits, est en cours de parution depuis 2007. Le Feu de Dieu, un roman apocalyptique, parait en 2009.
En 2008, son ami Alain Grousset, directeur de collection jeunesse chez Flammarion, lui propose de travailler sur une nouvelle collection d'uchronies. Pierre Bordage écrit Ceux qui sauront en 2008, puis Ceux qui rêvent en 2010. Résonances, premier roman d'une nouvelle collection de science-fiction chez J'ai lu, Nouveaux Millénaires, était initialement annoncé pour octobre 2010. Il a été repoussé à janvier 2011 puis à mars 2012. Le roman est finalement publié en septembre 2015. Pierre Bordage envisage de se remettre ensuite sur un nouveau cycle de fantasy.
En 2009, son épouse Hamama meurt dans un accident en Inde.

## Carrière littéraire

### Nouvelles et anthologies
Pierre Bordage écrit aussi des nouvelles, mais a tardé pour s'y mettre malgré les sollicitations. En 1996, son ami Ayerdhal le contacte pour le recueil Genèses et il rédige Une paix éternelle qu'à son propre avis, il a totalement ratée. Cette expérience le pousse à retravailler son écriture afin de participer à d'autres recueils, entre autres ceux des 40 ans de J’ai Lu, et des 10 ans de l’Atalante : il a publié une trentaine de nouvelles entre 1996 et 2011.
Il participe à Pro Créations, anthologie sur le thème de la maternité parue aux éditions Glyphe en 2007, Rois et Capitaines (2009) et Magiciennes et sorciers (2010), anthologies annuelles des Imaginales, ou encore l'anthologie des Utopiales depuis 2009, l'édition de 2010 ayant pour thème les frontières. Il participe également à des anthologies jeunesse, comme 10 nouvelles fantastiques : de l'Antiquité à nos jours. En 2008, il écrit On va marcher sur la Lune, une nouvelle à propos de la propagande chinoise, pour l'anthologie Complots capitaux. En 2004 et en 2010, Nouvelle vie™ et Dernières nouvelles de la Terre... rassemblent un certain nombre de ses nouvelles publiées antérieurement. Les textes courts écrits par Pierre Bordage, bien accueillis, n'ont toutefois pas la notoriété de ses romans.

### Méthodologie et travail d'écriture

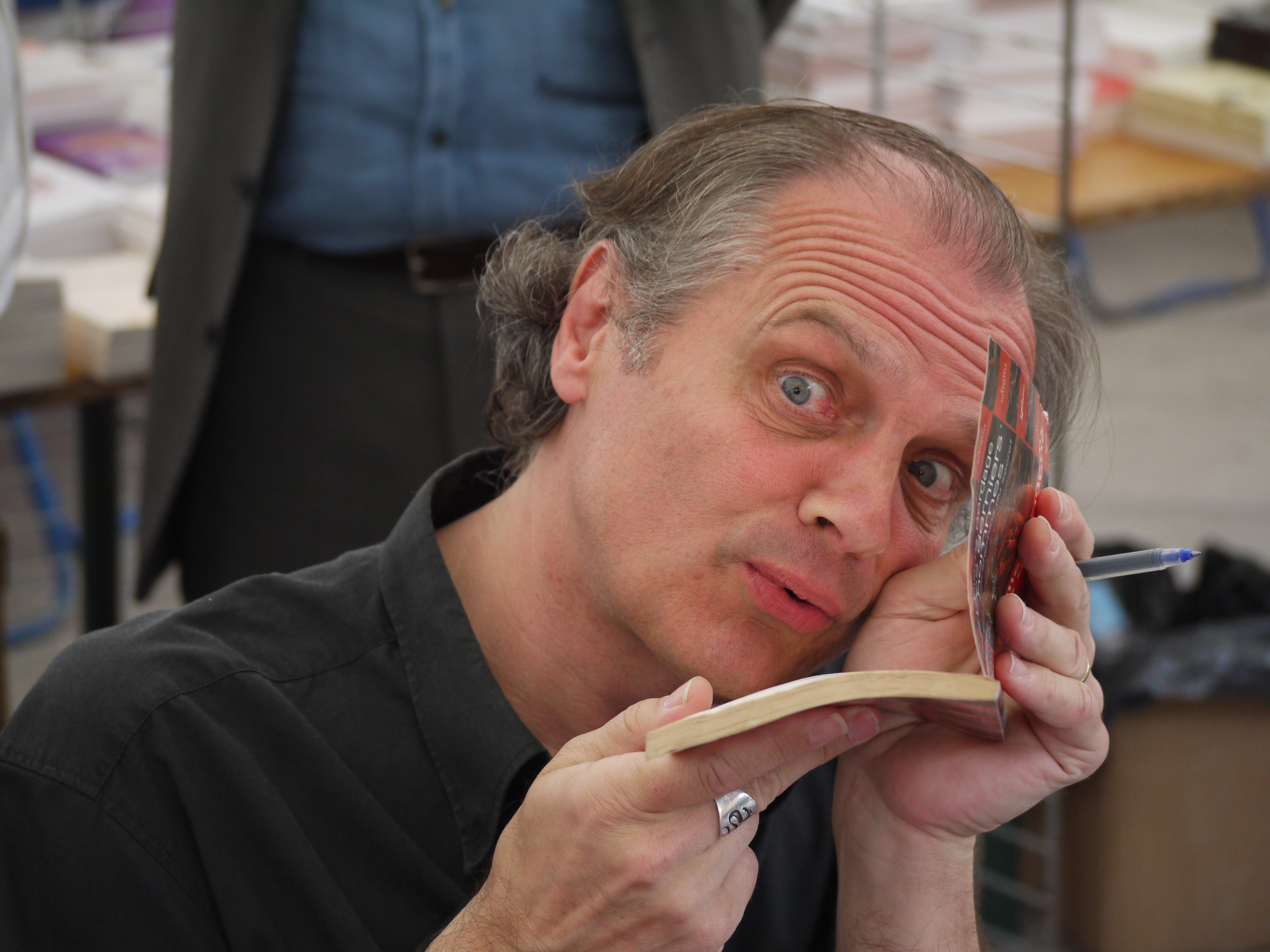
Pierre Bordage pendant l'édition 2009 de la Comédie du Livre à Montpellier.

Après avoir écrit trois tomes de Rohel et le roman Terra Mater, second tome des Guerriers du silence, Pierre Bordage décide de se consacrer entièrement à l'écriture, soutenu dans cette idée par sa femme. Depuis, il vit de sa plume : décrit comme un auteur très régulier et assidu dans les interviews à son sujet, dès l'âge de 44 ans (en l'an 2000), il a écrit selon lui plus de 10 000 pages. Il déclare écrire chaque jour environ dix pages de 8 h 30 ou 9 h le matin jusqu'à 18 h 30 ou 19 h le soir, ce qui lui permet de sortir un roman tous les cinq ou six mois, sans compter ses nouvelles. C'est l'un des rares écrivains français qui vivent uniquement (et confortablement) de l'écriture,,. Depuis, il a changé de rythme et n'écrit que jusque vers 15 heures, pour se garder le temps de sortir tous les jours. Il effectue de nombreuses sorties dans la nature pour trouver de l'inspiration, et apprécie particulièrement les promenades au bord de l'eau.
Il se voit lui-même comme un « janséniste du style » dont l'écriture est très symétrique, particularité qu'il aurait héritée de ses années au petit séminaire et de son amour du latin. L'écriture est pour lui une mise en contact avec l'inconscient. Il s'inspire de ses propres lectures, voyages, rencontres et discussions dans ses œuvres, avouant « ne pas être l'auteur de ses livres mais plutôt accueillir l'histoire qui passe à travers lui » dans une sorte de symbiose où il se laisse happer, sans jamais juger les personnages qu'il met en scène. Il ne réalise aucun plan au préalable, ne prévoit pas où son récit va le mener, commence avec un personnage et une idée, puis retravaille chacun de ses romans au fur et à mesure qu'il les avance en s'appuyant seulement sur quelques notes. Du fait qu'il ne réalise pas de plan ni de fiches et ne structure pas son récit au préalable, Pierre Bordage avoue connaître des crises de confiance, puis commettre et parfois laisser échapper des erreurs et des incohérences lorsqu'il écrit, bien qu'il n'ait jamais abandonné de roman en cours d'écriture. La relecture, la réécriture et le travail sur le style afin d'être à la fois clair et compréhensible sont pour lui primordiaux. Il affirme se livrer à ce qu'il appelle une « relecture musicale » de son œuvre, afin d'y détecter les « fausses notes » et d'en faire un récit harmonieux. Pierre Bordage parle en effet du style d'un auteur comme d'une « musique intérieure » dont il ne peut s'éloigner.

### Réception du public
D'après ActuSF, Pierre Bordage atteint des ventes record pour un auteur de l'imaginaire français, comptant en mars 2010 plus de 900 000 exemplaires vendus à travers le monde. Il a attiré d'année en année un lectorat nombreux, contribuant à renouveler le genre SF à l'époque où il était dominé par les Anglo-saxons, aux côtés d'auteurs comme Ayerdhal ou Laurent Genefort. L'encyclopédie américaine de la science-fiction voit en lui l'un des principaux chefs de file de la science-fiction française des années 1990, et un numéro des Cahiers d'histoire des littératures romanes publié en Allemagne le décrit comme un auteur français incontournable de ce genre littéraire, avec Bernard Werber. Pierre Bordage a été traduit en Russie, en Allemagne, en Espagne, en Italie, en Roumanie, en Slovénie et en Chine.

### Autres activités

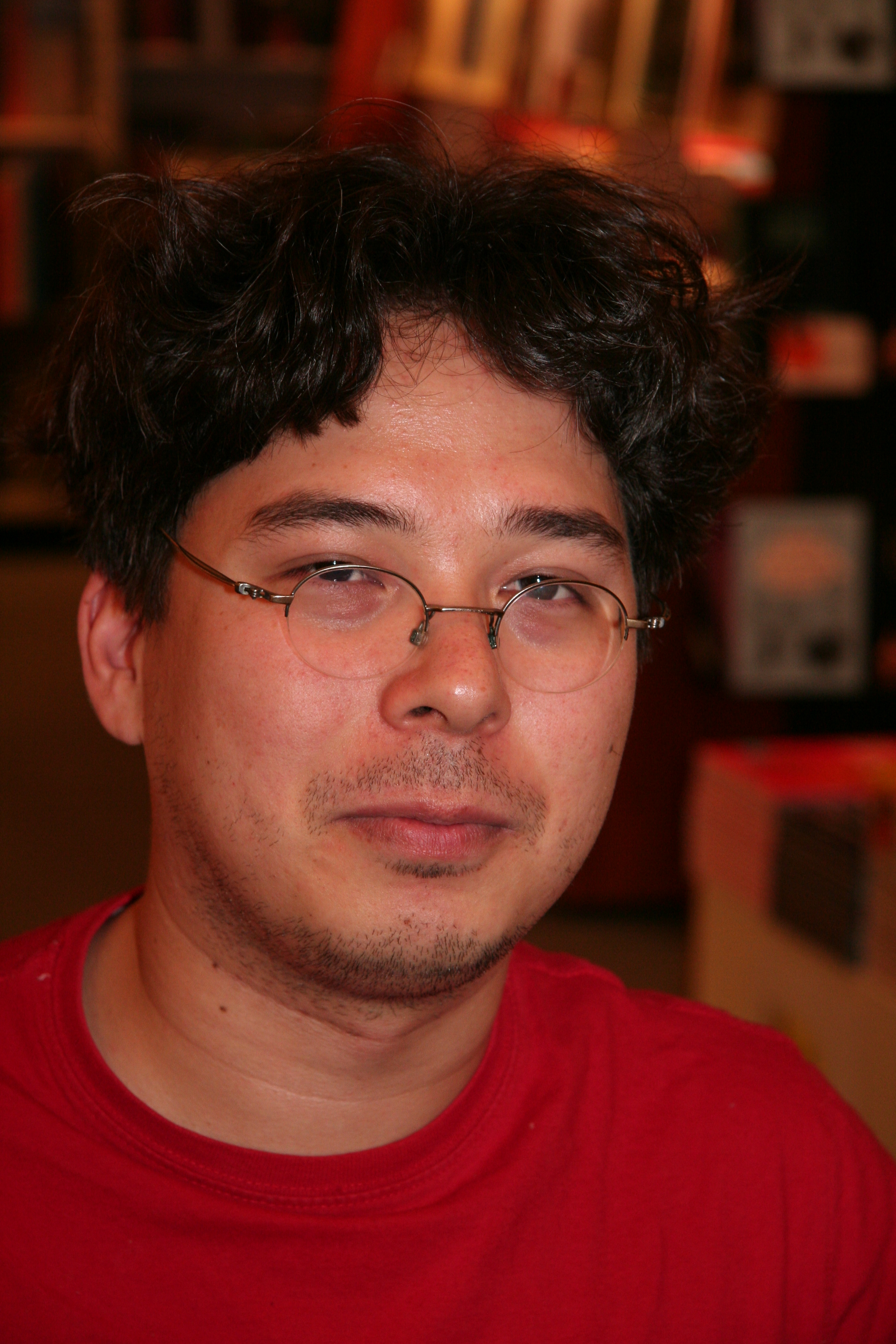
Philippe Ogaki adapte l'œuvre de Pierre Bordage en bande dessinée depuis 2005.

En dehors de l'écriture, Pierre Bordage a d'autres activités, dont la présidence du festival nantais des Utopiales, l'un des rendez-vous majeurs de la science-fiction. En 2000, il vit aux États-Unis quand la mairie de Nantes lui demande s'il peut prendre la présidence de l'association qui organise les Utopiales,. Il reste à sa tête onze ans durant, et bien qu'il exprime son désir de passer la main depuis plusieurs années, il n'est remplacé qu'en 2011, par Roland Lehoucq. À l'occasion des Utopiales de 2011, le maire de Nantes lui remet la médaille d'honneur de la ville, en remerciement de son engagement pour Nantes en général et pour ce festival en particulier.
Il fait plusieurs incursions dans le milieu du cinéma en coscénarisant les longs-métrages Eden Log et Dante 01. Il était associé au film Kaena, la prophétie avant de quitter la scénarisation et de s'en voir confier la novélisation. Il a supervisé l'adaptation de son cycle le plus célèbre, Les Guerriers du silence, en quatre albums de bande dessinée par Algésiras et Philippe Ogaki entre 2005 et 2009.
En 2008, il crée pour l'entreprise mp3minutes une bande dessinée vidéo intitulée Chroniques des Ombres, téléchargeable sur Internet. En 2009, il écrit Empreintes, une pièce de théâtre d'anticipation conçue pour les Utopiales, s'oppose à la loi Hadopi et annonce la sortie prochaine d'une adaptation des Fables de l'Humpur en bande dessinée, sur laquelle il travaille.
Le manuscrit original des Guerriers du silence, qu'il a écrit à la main sur un grand cahier d'écolier, est conservé par la Bibliothèque Nationale de France qui l'a prêté à la cité des sciences et de l'industrie pour l'exposition « science et fiction » jusqu'au 3 juillet 2011.
Décrit par Science-Fiction magazine comme quelqu'un de profondément humaniste et généreux, Pierre Bordage, qui se voit comme très gentil mais impatient, aime aussi la musique (qu'il ne pratique plus), le dessin et la peinture, pour lesquels il a peu de temps pour s'exercer. Il continue à suivre de près l'actualité de la NBA et de l'Euroleague, ainsi que le rugby. Il n'a cessé de voyager et de déménager. Il a vécu un temps à Kansas City et habite de 2001 à 2015 dans le sud-est de la Loire-Atlantique, à Boussay, avec ses deux enfants,. Sa femme décède fin janvier 2009, victime d'un accident de la route en Inde. Pierre Bordage remercie personnellement les auteurs et lecteurs qui lui manifestent leur soutien. Il délaisse sa maison de Boussay pendant trois ans, de 2009 à 2012, pour habiter à Nantes dans le quartier Saint-Félix. En 2015, peu après le décès de son ami Ayerdhal, il déménage près de Marmande, dans une maison isolée entourée de forêt, pour retrouver de la solitude et se relancer.

### Point de vue sur ses œuvres

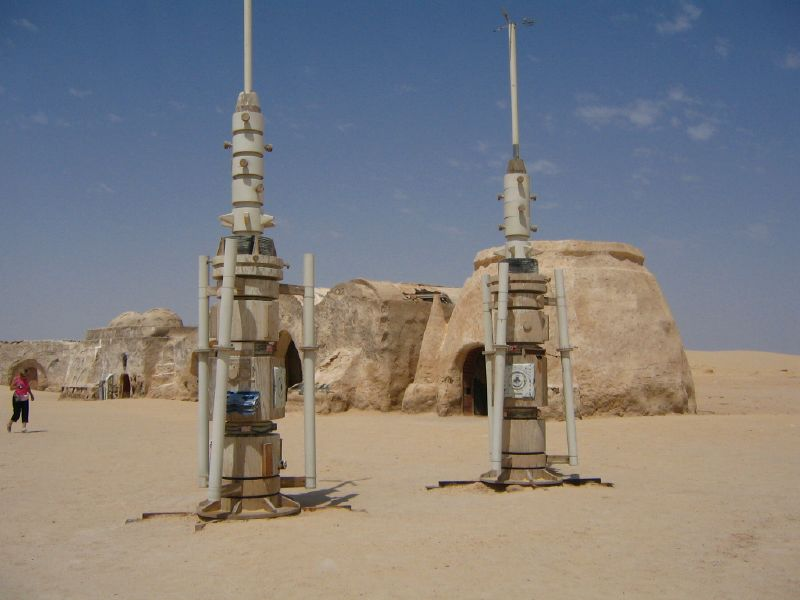
La première trilogie Star Wars (ici, le lieu qui a servi au tournage des scènes sur Tatooine, en Tunisie) fait partie des sources d'inspiration de Pierre Bordage pour ses space opera.

Pierre Bordage ne s'est pas limité à la science-fiction ni à ses codes et s'est essayé à différents genres comme la fantasy historique, la science fantasy et le polar scientifique. De même, il multiplie les références et les citations sur des thèmes divers au fil de ses écrits, mais avoue ne pouvoir se passer de la science-fiction ni de la plongée dans l'imaginaire et les voyages qu'elle lui permet.
Il a inventé des systèmes biologiques, politiques et religieux inédits dans ses ouvrages, mais a une prédilection pour « les sociétés de type agraire dans un espace féodal où l'homme ne dispose que de ses moyens physiques et psychiques pour lutter » selon Science-Fiction magazine, l'importance du lien avec la nature étant l'un de ses thèmes de prédilection (il avoue détester l’esthétique des villes modernes), avec l'humanisme, la spiritualité et la mise en garde contre les dogmes.

### Sources d'inspiration
Pierre Bordage se définit lui-même comme un auteur de sagas épiques, héroïques et initiatiques inspiré par les mythologies plutôt que comme un auteur de science-fiction, genre qu'il voit comme une sorte de mythologie moderne née de la révolution industrielle et de nouvelles interrogations sur la nature humaine, mais qui reprend les mêmes grands thèmes que les premiers mythes. Il cite Philip José Farmer, Robert A. Heinlein, Frank Herbert (avec Dune) et surtout Orson Scott Card parmi ses influences majeures, ainsi que la première trilogie Star Wars,. Ses voyages ont une influence majeure sur ses écrits, car il s'est souvent demandé quelle est l'histoire des personnes qu'il croise à l'étranger, ce qui lui a par exemple donné l'idée de la structure des Griots célestes. On retrouve dans ses romans (entre autres les Griots célestes, Les Chemins de Damas et La Fraternité du Panca) son idée selon laquelle le voyage est formateur dans le cadre de la recherche spirituelle. Une autre de ses sources d'inspiration réside dans l'environnement social, l'évolution du libéralisme, et celle de l'économie. Le roman contemporain lui permet de construire des scénarios inspirés de la géopolitique. Son but est avant tout de raconter une histoire, et de parvenir à entraîner le lecteur dans un univers différent, tout en cultivant une part d'enfance et d'émerveillement.

### Le thème de l'humanisme
Pierre Bordage dit travailler davantage sur ses personnages et leur histoire personnelle, qui font « le sel des romans », que sur le choix d'une époque particulière ou la description des technologies qui l'accompagnent. Ses œuvres, particulièrement Les Guerriers du silence et Wang, montrent des personnages amenés à découvrir leur part spirituelle de manière solitaire, puis une force intérieure qui les rend capables d'affronter toutes les épreuves et de mettre en échec les stratégies adverses. Selon Le Dauphiné libéré, « chaque personnage de Bordage est le lieu où se livre un combat entre les pulsions les plus sombres et l'aspiration à la lumière ». Si bon nombre de ces personnages sont violents et immoraux, si plusieurs scènes décrivent des viols, des meurtres ou des prises de pouvoir fascistes, Pierre Bordage met en cause les structures sociales et les conditionnements, mais pas la nature humaine. De plus, il se déclare féministe à l'occasion, rappelant que la femme est à l'origine du « mystère de la vie ».
De manière générale et selon Science-Fiction magazine, Pierre Bordage est un auteur humaniste qui met l'accent sur l'amour du prochain et la notion de la tolérance dans l'ensemble de son œuvre. S'il se révèle assez pessimiste quant à l'avenir d'une humanité très destructrice dans ses propres écrits, il s'estime lui-même optimiste, et affirme que l'un des plus grands dangers serait la disparition de l'être humain, car il croit que la pensée a une influence sur la matière, vue comme une illusion selon la spiritualité orientale. Une idée que l'on retrouve dans bon nombre de ses œuvres comme Les Guerriers du silence et les Griots célestes. Dans ses œuvres, le salut de l'humanité passe par la spiritualité non religieuse, par le rejet du matérialisme qui conduit à vouloir toujours plus de biens et de territoire puis dégrade les rapports avec autrui (ce qui explique que Pierre Bordage tente de faire réfléchir sur l'« être »), par la lutte contre les conditionnements et les jugements d'autrui qui en découlent.

### Le thème des spiritualités
Le fort cherche le faible 

Le faible appelle le fort

Que le faible se change en fort

Et la nature aussi changera.
La spiritualité et la religion sont deux éléments indissociables de l'œuvre de Pierre Bordage, qui par ailleurs déclare être « en recherche spirituelle, mais pas vraiment croyant », il fait partie des rares auteurs de SF qui ne soient pas athée,.
Inspiré par le taoïsme, le bouddhisme et le soufisme, il n'adhère pourtant à aucune religion en particulier et voit ces dernières comme des instruments d'oppression et de domination, voire comme des « partis politiques » qui exploitent l'attirance naturelle de l'Homme pour la spiritualité. Il aborde le thème de la déformation du message des prophètes, tout particulièrement dans L'Évangile du serpent. Il s'oppose aux clergés, et surtout au fanatisme, met en avant la profonde différence entre les messages des Évangiles et les agissements de l’Église, et y voit un système qui rejette la véritable aspiration spirituelle, ainsi que le « descendant symbolique de l’Empire romain », riche et avide de pouvoir. De même, les trois religions du livre, Christianisme, Islam et Judaïsme, sont selon lui très éloignées de leurs enseignements originels, et de plus patriarcales : « la religion est une idéologie qui nous éloigne de l'humain, ce qui crée un abîme de souffrance et donc des violences », déclare-t-il dans une interview.
Il a soulevé bon nombre d'interrogations à ce sujet, concluant de manière récurrente que la quête spirituelle est d'abord celle de la libération de toutes les entraves et de tous les dogmes. Son œuvre met souvent en scène des hommes et des femmes qui entreprennent un travail spirituel sur eux-mêmes pour « retrouver leur force intérieure qui les rend incontrôlables », un principe que Pierre Bordage dit appliquer dans sa vie quotidienne. D'après lui, « il y a un danger dans la quête spirituelle qui est de se sentir supérieur aux autres. Le but n'est pas de devenir parfait, mais de s'accepter tel que l'on est, d'apprendre à se connaître soi-même, à s'explorer avec amour. Celui qui se regarde lui-même avec compassion, avec tolérance, peut enfin comprendre les autres ».

### Une critique des dogmes et du libéralisme
Les hommes tirent des vérités universelles des fragments qu'ils expérimentent avec leurs sens. Ils se saisissent de l'éphémère et le proclament éternel. Et gare à celui qui observe un autre fragment et leur oppose une autre vérité.
La dénonciation des dogmes, du libéralisme, du matérialisme et des dévoiements politico-religieux est un autre grand thème des romans de Pierre Bordage. Dans Les Guerriers du silence, il écrit que « la volonté de possession, l’avoir, le paraître, est un aveu de peur. Et la peur nous conduira un moment ou l’autre vers le pouvoir impérial universel ». La Citadelle Hyponéros est d'après Jacques Baudou une « véritable réflexion sur l'exercice du pouvoir temporel et religieux ». C'est d'ailleurs le rôle que Pierre Bordage affirme vouloir lui-même tenir, en suscitant sans cesse des réflexions plutôt qu'en donnant des solutions. Inquiet par l'orientation du libéralisme, il souhaiterait que le développement de technologies accompagne celui de nouvelles philosophies.
Dans Wang, « le principal mérite de Pierre Bordage, c'est de dévoiler notre image derrière le visage des bourreaux, égoïstes, cruels et veules. » Ce roman a valeur d'alarme pour le futur, dans une société où l'exclusion et le mépris sont monnaie courante. Dans les Griots célestes, il met l'accent sur la valeur de la tradition orale à l'ère de l'information instantanée. Dans sa trilogie des Prophéties (L'Évangile du serpent, L'Ange de l'abîme et Les Chemins de Damas), nettement moins humaniste que ses autres publications, Pierre Bordage affirme sans ambiguïté que si un prophète doté de pouvoirs christiques revenait au début du XXIe siècle, il serait impitoyablement combattu par les représentants du pouvoir politique et religieux. De la même manière, l'Ange de l'Abîme, livre inspiré par les attentats du 11 septembre 2001, est une réflexion bâtie sur la place des religions dans la société et la notion d'axe du mal.
Dans plusieurs interviews, il dit que la mémoire des évènements dramatiques n'empêche pas ceux-ci de se reproduire, au contraire, et cite l'exemple de la Shoah, considérée comme le pire génocide du XXe siècle, mais dont le devoir de mémoire n'a pas empêché le génocide du Rwanda ni celui du Cambodge. Le cycle de L'Enjomineur, qui rappelle que les idéaux défendus lors de la Révolution française n'ont pas empêché des atrocités de se commettre, ni des erreurs de se répéter, illustre cette idée.
Dans son recueil de nouvelles Dernières nouvelles de la Terre..., Pierre Bordage pousse à « réagir face à l’endoctrinement, au mensonge, et à tout ce qui dégrade l’espèce humaine ». La violence de ses propres récits peut selon lui être vue comme une catharsis.

### Anticipation et réflexion
Une étude du recueil de nouvelles Nouvelle vie™ a été réalisée par Marc Atallah à l'université de Lausanne. Elle interprète que les mondes futurs et les biotechnologies présentés dans l'œuvre de Pierre Bordage poussent le lecteur à se poser des questions sur le respect de la dignité de l'être humain dans un monde où prévaut la rentabilité dans le développement de la technologie. Ses récits mettent l'accent sur l'importance de relations morales et sur la prise de conscience des erreurs de l'humanité, qui seule permettrait de créer un monde meilleur. La fin de ses ouvrages amènerait à retrouver « une sérénité intérieure, des relations saines et non intéressées » avec autrui, montrant que « l'acceptation de soi est le meilleur moyen d'arriver à vivre dans un monde de marchandises ». Ses nouvelles auraient pour objectif de susciter une réflexion sur le choix entre un monde d'aliénation et d'instrumentalisation, ou une humanité morale, ce qui est, conclut l'universitaire, « la raison d'être des fictions d'anticipation politique ». Bon nombre d'œuvres de science-fiction poursuivent le même but, à savoir prendre à contre-pied le point de vue des grands médias sur les avancées de la science, et d'après une autre étude sur l'éthique en littérature, Pierre Bordage écrit des nouvelles visant à renverser les valeurs et à pousser le lecteur à remettre ses croyances en question.

### Réception critique

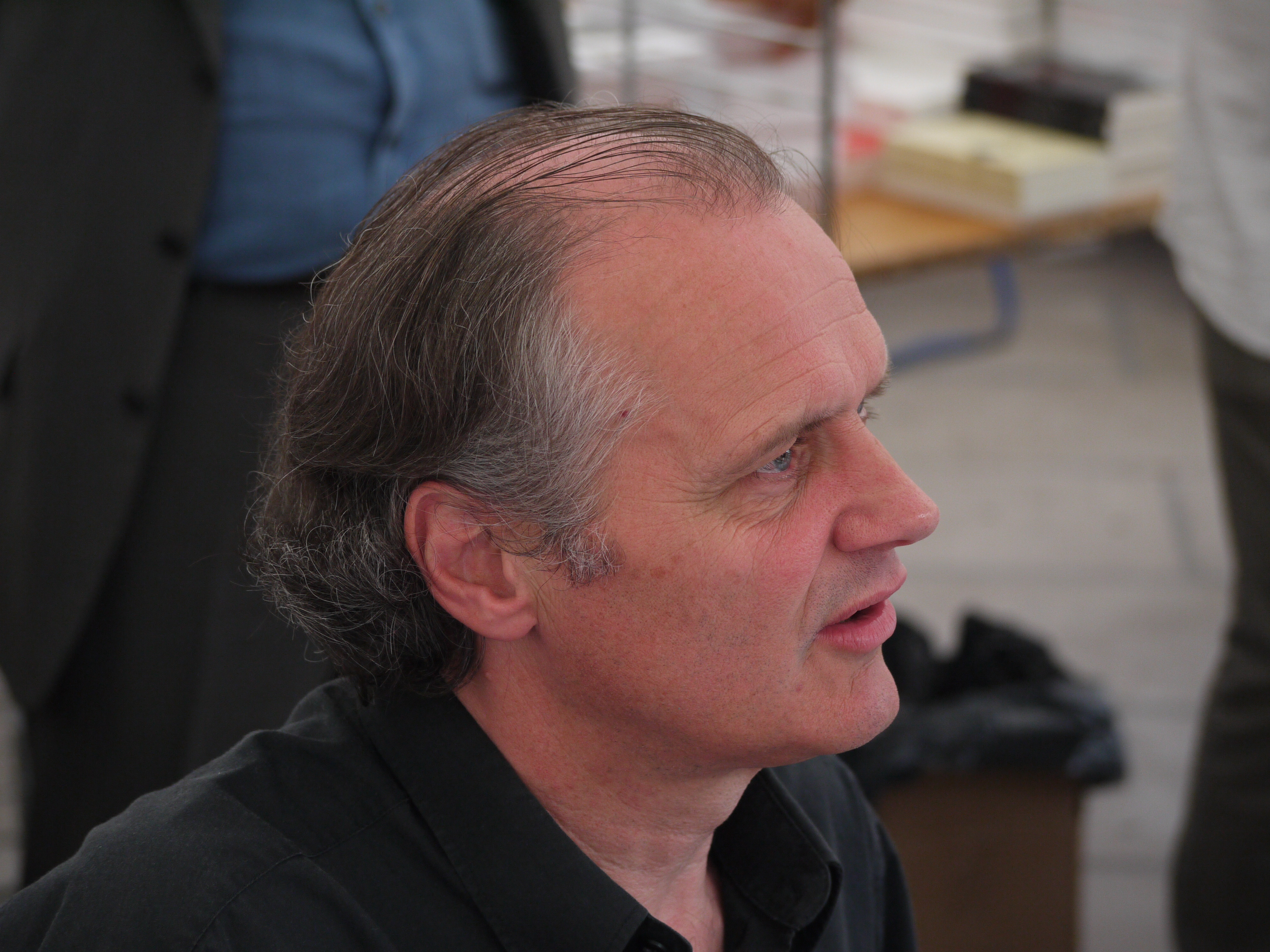
Pierre Bordage à la comédie du livre de Montpellier en 2009.

Les ouvrages de Pierre Bordage sont globalement bien accueillis, celui que l'éditeur Au diable vauvert décrit comme « un écrivain visionnaire et un conteur hors pair » est vu comme l'un des meilleurs romanciers populaires français qu'une partie de la presse surnomme « le Balzac de la science-fiction ». « Lauréat de prix littéraires prestigieux à la plume incomparable » selon la sélection critique 2004-2005 des bibliothécaires, le magazine Khimaira le qualifie de « conteur formidable ». Thierry Hubert du Dauphiné Libéré voit dans Pierre Bordage le « meilleur conteur français de notre temps, dont le style s'affirme de livre en livre », ou encore un « conteur au formidable talent qui, par la magie de son écriture, sait vous transporter, à travers l'espace et le temps, à la rencontre de la pure joie de lire », allant jusqu'à qualifier la trilogie de L'Enjomineur de chef-d'œuvre à la sortie de son dernier tome.
Les journalistes du Monde, plus modérés, le considèrent comme étant « sans conteste le meilleur auteur français de space opera ».
Le directeur des éditions de l'Atalante, Pierre Michaud, voit dans Pierre Bordage un héritier de Jules Verne et un autre article du Dauphiné Libéré, voyant dans L'Enjomineur : 1792 le meilleur roman de l'année 2004, affirme que « Pierre Bordage, comme Alexandre Dumas ou Paul Féval, connaît les secrets des voyages dans le temps et l'imaginaire et sait comment y entraîner ses lecteurs ». Pour Erick Vogel du magazine Mad Movies, il a « un don, celui de faire retomber le lecteur en enfance, lui faire croire à ce « Et si... » magique, à un univers tellement complet qu'il en devient crédible ». Le Cafard cosmique le décrit comme « un surdoué qui rappelle les grands feuilletonistes du XIXe par ses talents de conteur, sa facilité d’écriture, et l’ampleur de son œuvre ».
Pierre Bordage a été inclus à la liste de lecture de plusieurs cycles scolaires au lycée, notamment grâce au recueil Nouvelle vie™, dans le cadre de réflexions sur la place de l'homme face aux progrès scientifiques. La revue de science-fiction Galaxies lui a consacré tout un dossier en 2001.

### Une critique spécialisée
Pierre Bordage reste assez peu mis en avant par la critique généraliste, ses ouvrages étant surtout chroniqués et critiqués par des spécialistes des littératures de l'imaginaire. Marion Mazauric, son éditrice de la maison  Au diable vauvert, affirme que les critiques généralistes le boudent en raison de ses débuts dans le milieu de la science-fiction, qui l'ont cantonné à un genre littéraire considéré comme populaire, et qu'ils accordent un traitement médiatique privilégié aux auteurs issus de la littérature généraliste. De même, Pierre Bordage ajoute que des auteurs comme Bernard Werber, Amélie Nothomb et Dantec, qui écrivent en science-fiction, semblent refuser toute association entre leurs écrits et ce genre littéraire pour la même raison,, ce qu'il appelle le « clivage du genre science-fiction. »

### Critiques positives

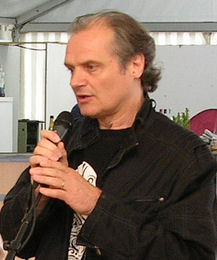
Pierre Bordage au pot final des Imaginales en 2008.

Selon Science-Fiction magazine, les points forts de Pierre Bordage résident dans la richesse romanesque de l'intrigue, la qualité de la narration et sa technique de conteur, les personnages ayant un caractère très dense et une psychologie à la fois fouillée et crédible, un avis repris par L'Intermède qui lui trouve pour première qualité une écriture « riche, féconde, et luxuriante » avec des personnages doués d'une « force de vie saisissante », le tout porté par une voix de conteur qui permet au lecteur de s'immerger facilement dans son univers.

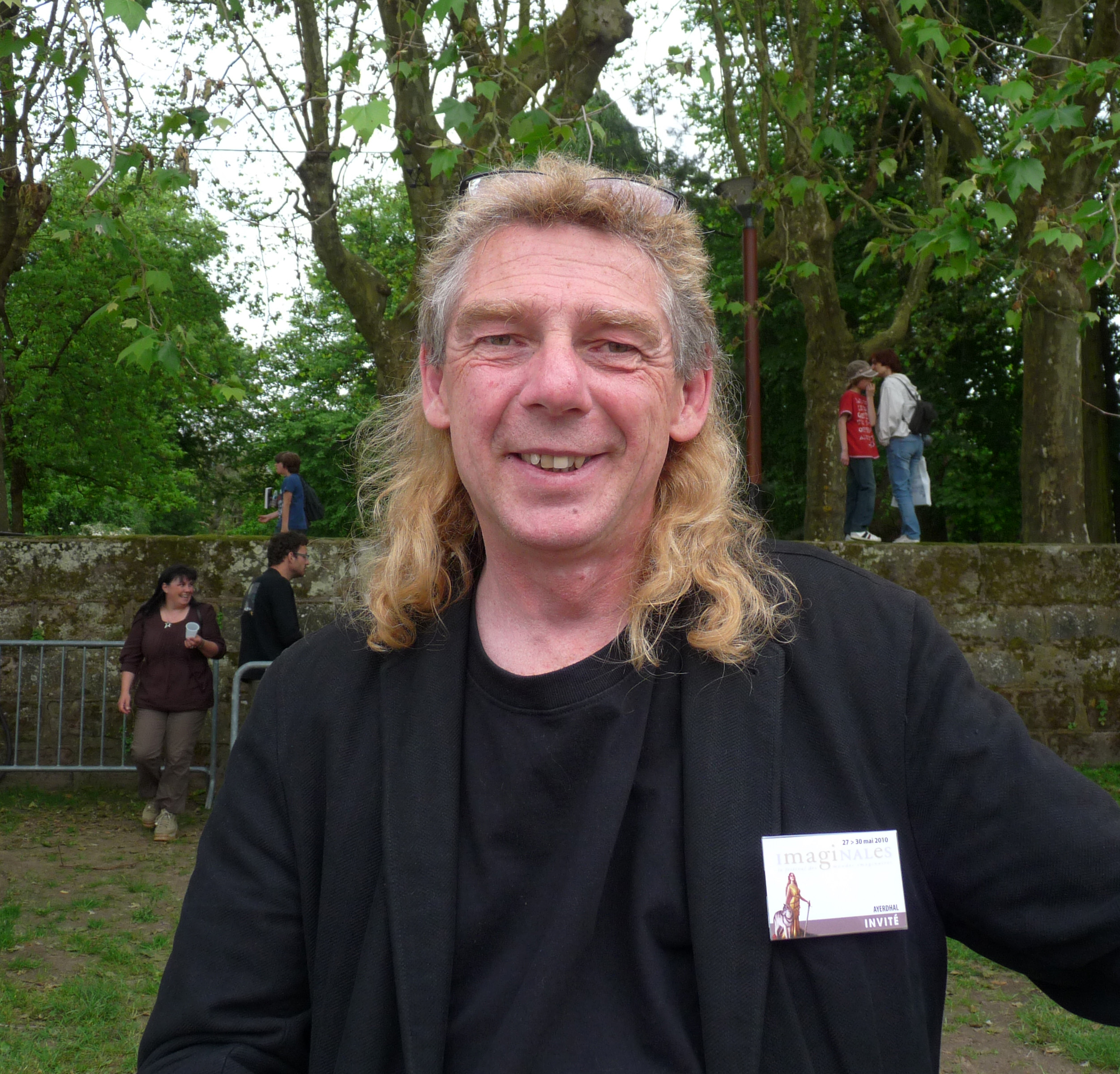
Ayerdhal, auteur de science-fiction et ami de Pierre Bordage qui a effectué une analyse de l'œuvre de ce dernier.

Il manie aussi bien le registre populaire « avec une insouciance infantile et pourtant communicative » que celui de la science-fiction, son travail sur la linguistique, les néologismes et les dialogues (il est lui-même passionné d'étymologie) a été salué : ainsi, dans Les Guerriers du silence, on comprend immédiatement le sens de néologismes comme « inspobot » (robot d'inspection) ou « dérémat » (dé et re-matérialisateur), sans qu'il soit besoin de se référer à un lexique de fin d'ouvrage. Les ouvrages de Pierre Bordage dépassent en ce sens les limites et les codes du space opera grâce à leurs innovations en matière d'épistémologie, d'étymologie et de linguistique et tendraient à définir un « sense of wonder » français répondant à des règles et des codes différents de ceux des auteurs anglo-saxons. Selon Thomas Bauduret, Pierre Bordage est avec Jean-Marc Ligny le seul auteur de science-fiction qui mette l'humanisme en avant à l'horizon 2010, « dans des romans où il se passe quelque chose », et ce alors que les bouleversements de la société sont plus nombreux et devraient inspirer davantage d'auteurs. Lors d'une interview à son sujet, Ayerdhal, autre auteur de science-fiction, parle de Pierre Bordage comme d'un auteur dont les ouvrages créent une sorte « de symbiose et de mutualisme entre le lecteur et lui ». Il le décrit comme étant « futurologue plus que devin, et philosophe plus que thérapeute ».

### Critiques négatives
Parmi les reproches qui lui sont généralement adressés figurent ceux sur ses fins de romans et de nouvelles vues comme trop « rêveuses, enfantines, utopiques » ou trop New Age, ainsi qu'un côté fleur bleue. Cette faiblesse sur les fins de récits est à mettre en balance avec l'ampleur de ces derniers, qui « nous hissent à une telle dimension que l'on s'attend à encore plus fort sur la fin ». De même, le peu de variété dans le caractère de ses personnages féminins a parfois été critiqué.
Également, parmi les points négatifs, on peut noter une tendance de l'auteur à décrire des scènes extrêmement crues, comme des viols, des mutilations (émasculations, égorgements, crucifixions, éventrations, marquages au fer rouge), des meurtres (bon nombre de ses histoires se finissent en génocide) et autres exactions diverses, parfois même commises sur des enfants ; on trouve aussi occasionnellement des scènes de cannibalisme. Bordage a aussi parfois tendance à se copier lui-même (par ex, on peut noter des ressemblances entre " les derniers hommes" et "les chroniques des ombres")[Interprétation personnelle ?][réf. nécessaire]. 
Autre défaut : l'auteur a tendance à multiplier les intrigues en parallèle de personnages qui ne se rencontrent quasiment pas de tout le roman, ce qui peut être frustrant et produire un rythme inégal, suivant l'intérêt de telle ou telle histoire qui peut paraître finalement superflue. Il a aussi l'habitude d'étirer inutilement son récit sur plusieurs volumes, ce qui "noie" la dramatique du scénario qui aurait gagné en efficacité s'il avait été plus concis (les actions de ses personnages sont parfois répétitives, comme de passer d'un niveau d'une cité à un autre, puis à un autre, etc.).[Interprétation personnelle ?][réf. nécessaire]
L'auteur se contredit parfois et donne l'impression de faire ses romans d'une traite sans se relire, car il y a souvent des problèmes de cohérence qui auraient pu être corrigés à la relecture (par ex : dans Arkane, Renn fait disparaître une masure alors que sa magie n'a d'effet que sur les pierres non façonnées).[Interprétation personnelle ?][réf. nécessaire]
Un autre grand reproche est celui d'exploiter des poncifs de la science-fiction, dans Abzalon, par exemple, on retrouve la plupart des archétypes du genre, avec l'arche spatiale quittant une planète mourante, les nanotechnologies et le clonage, des personnages caricaturaux à l'origine, des incohérences scientifiques et un scénario peu réaliste : c'est le souffle épique du roman qui en fait tout l'intérêt, d'après le site NooSFere.
Certains de ses romans peuvent être moins bien perçus ou considérés ratés par la critique, si fin 2009, ses œuvres les plus connues et les plus appréciées sont, selon France 3, Les Guerriers du silence et L'Enjomineur, L'Ange de l'abîme a été boudé par une partie de la critique qui le considère comme une « peinture en gros sabots et en vieux clichés d'une Europe du futur en proie à la guerre sainte » ou un roman au scénario trop convenu,. C'est également le cas pour Le Feu de Dieu, dont le thème apocalyptique est très classique, et qui présente quelques incohérences malgré ses qualités de narration, et pour Orchéron, qui s'éloigne des thèmes présentés dans Abzalon.

## Publications
Depuis ses débuts dans la littérature et jusqu'en 2011, Pierre Bordage a publié plus d'une quarantaine de romans ainsi qu'une trentaine de nouvelles. Il réalise aussi quelques préfaces, notamment celle de l'Anthologie du rock progressif de Jérôme Alberola, en 2010, et des articles de presse, sachant qu'il a une longue expérience de journaliste sportif. De plus, il a écrit une nouvelle pour l'anthologie De Brocéliande en Avalon dirigée par Lucie Chenu, en 2008.

### Rohel le conquérant
Première série d'ouvrages écrite de 1992 à 1996, Rohel le conquérant est une saga de science-fiction contant le destin de Rohel le Vioter, qui est manipulé par un cartel et obtient une formule d'une terrible puissance, ce qui pousse des fanatiques à le pourchasser de monde en monde dans un univers qui souffre de l'obscurantisme depuis des siècles, afin de s'en emparer. Les éléments du cycle sont davantage tournés vers la fantasy.

### Les Guerriers du silence
La trilogie Les Guerriers du silence raconte la lente conquête des cent mondes de la confédération de Naflin par les Scaythes d'Hyponéros, des créatures dotées de pouvoirs psychiques qui paraissent invincibles et privent peu à peu les hommes de leur liberté et de leur créativité. Face à cette menace dans un monde où la corruption du pouvoir et de la religion est immense, un groupe connu sous le nom de Guerriers du silence tente de rendre aux hommes leur souveraineté individuelle.
1. Les Guerriers du silence, 1993Grand prix de l'Imaginaire et prix Julia-Verlanger en 1994.
2. Terra Mater, 1994
3. La Citadelle Hyponéros, 1995Prix Cosmos 2000 en 1996
4. Le Pacte, 2012Préambule de la trilogie

### Wang
Le cycle de Wang dépeint une Terre futuriste partagée en quatre camps : l'Occident, la République Populaire Sino-Russe (RPSR), les Sudam, et la Grande Nation de l'Islam (GNI). Les troupes orientales (la Russie et l'Asie) sont stoppées lors de leur tentative d'invasion de l'Europe par le REM (rideau électro-magnétique) et restent en Pologne, vivotant dans la misère et la corruption. Wang quitte Grand-Wrocław en Pologne et passe en Occident. Devenu la coqueluche des occidentaux, il tente ensuite d'abattre le REM et de retourner chez lui.
1. Les Portes d'occident, 1996
2. Les Aigles d'orient, 1997

Le cycle a reçu le Prix Tour Eiffel en 1997.

### Abzalon
La cycle d'Abzalon parle d'un monde au bord de la destruction, où les prisonniers de Doeq et le peuple archaïque des Kroptes se retrouvent embarqués de force à bord de l'Estérion, un vaisseau spatial qui a pour but la colonisation d'un nouveau monde. La suite, Orchéron, reprend l'histoire plusieurs années après l'arrivée du vaisseau.
1. Abzalon, 1998
2. Orchéron, 2000

### La trilogie des prophéties
Mettant en scène des personnages différents au fil de ses tomes, la trilogie des prophéties explore les religions et leurs dérives en détail. L'Évangile du serpent forme une version moderne des quatre Évangiles en s'intéressant à la question de ce que provoquerait la venue d'un homme doté de pouvoirs christiques à l'époque moderne. L'Ange de l'abîme revisite l'Apocalypse, et Les Chemins de Damas s'interroge sur la rédemption humaine.
1. L'Évangile du serpent, 2001
2. L'Ange de l'abîme, 2004
3. Les Chemins de Damas, 2005

### Griots célestes
Le cycle des Griots célestes met en scène Seke, un enfant orphelin élevé dans le désert par le peuple mythique des Skadges. Il voit sa vie bouleversée par un étrange messager du ciel - un griot - qui le prend sous son aile et en fait son disciple. Il connaît avec son maître des aventures très riches en parcourant les mondes et les âges, découvrant ainsi sa nature humaine refoulée et la menace grandissante planant sur l'humanité.
1. Qui-vient-du-bruit, 2002
2. Le Dragon aux plumes de sang, 2003

### L'Enjomineur
L'Enjomineur est un cycle de fantasy historique composé de trois romans. Il a pour cadre l'histoire de la Vendée, région natale de l'auteur, et se déroule pendant la Révolution française, incluant de nombreux éléments de féerie. L'histoire tourne autour de deux personnages : Émile, l'enfant trouvé, est réputé fils de la fée Mélusine. Élevé par un prêtre rationaliste, il est confronté au jugement d'autrui et s'éprend d'amour pour Perrette, avant de rencontrer le petit peuple et d'autres créatures, puis de partir pour Paris. Cornuaud est un ancien négrier possédé par une sorcière vaudoue qui lui fait payer ses erreurs passées. Au fil de l'histoire, les liens se resserrent entre ces deux personnages.
1. L'Enjomineur : 1792, 2004
2. L'Enjomineur : 1793, 2005
3. L'Enjomineur : 1794, 2006

L'Enjomineur a connu les honneurs d'une édition reliée à tirage limité.

### La Fraternité du Panca
La Fraternité du Panca est un cycle de space opera en cinq volumes (le mot panca étant tiré du sanskrit signifiant « cinq ») parlant d'une compagnie secrète composée d'initiés destinés à sauver l’humanité et tout ce qui vit. Leur but est de reconstituer la chaîne quinte, ou pancatvique, en cas de menace, et de permettre au cinquième frère de mener le combat final grâce à l’énergie des quatre autres maillons.
1. Frère Ewen, 2007
2. Sœur Ynolde, 2008
3. Frère Kalkin, 2009
4. Sœur Onden, 2011
5. Frère Elthor, 2012

### Jean et Clara
Trilogie jeunesse, cette uchronie imagine un monde dans lequel l'instruction pour tous serait interdite et où la Troisieme République aurait sombré sous une Restauration. Elle raconte l'histoire de Clara Barrot, habitant Versailles, et de Jean, simple "cous noirs" de Chatillon. Aidés d'Élan Gris, un sioux en fuite, de Nadia, poursuivie par l'Église pour une religion et de Elmana, jeune Nègre d'Amérique, ils vont changer la face du monde.
1. Ceux qui sauront, 2008  (ISBN 978-2-08-121169-8)
2. Ceux qui rêvent, 2010  (ISBN 978-2-08-123031-6)
3. Ceux qui osent, 2012  (ISBN 978-2-08-124430-6)

### Chroniques des ombres
Dans un monde dystopique après une guerre nucléaire et bactériologique les hommes se sont retranchés dans des cités mégalopoles de plusieurs centaines de millions d'individus. Ces quelques cités sont isolées par un dôme protecteur. Personne n'a le droit de sortir sauf quelques exceptions, dans les limites sauvages appelées "Horcite" ou vivent des personnes à l'abandon. Cependant, ces citées sont-elles vouées à disparaître quand elles doivent faire face à des meurtres de masse dont personne n'arrive en déceler les auteurs. Prix Thierry-Jonquet 2014.
- Chroniques des ombres, Au diable vauvert, 2013, 862 p.  (ISBN 978-2-290-09548-5)Réédition, J'ai lu coll. « Science-fiction » no 11063, 2015, 861 p. (ISBN 978-2-290-09548-5)

### Arkane
1. La Désolation, Bragelonne, 2017  (ISBN 979-1028101053)Prix des imaginales roman francophonne 2018[84]
2. La Résurrection, Bragelonne, 2018  (ISBN 979-1028110826)

### Métro Paris 2033
1. Rive gauche, L'Atalante, 2020  (ISBN 979-10-360-0039-3)
2. Rive droite, L'Atalante, 2021  (ISBN 979-10-360-0070-6)
3. Cité, L'Atalante, 2022  (ISBN 979-10-360-0106-2)

### Romans indépendants
- Graine d'immortels, 1999  (ISBN 978-2-08-067627-6)
- Les Fables de l'Humpur, 1999
- Les Derniers Hommes, 2000
- Nuits-Lumière : Mystères en Guillestrois, 2002  (ISBN 978-2-290-32764-7)
- Porteurs d'âmes, 2007Prix des lecteurs du livre de Poche, 2009
- Le Feu de Dieu, 2009[85],[86]
- Mission M'Other, 2011coécrit avec Melanÿn et illustré par Philippe Coriat, Mission M'Other est un roman enquête à destination des adolescents, publié aux éditions Soleil
- L'Arcane sans nom, La Branche, coll. collection Vendredi 13, 2011
- Mort d'un clone, 2012
- Gigante - Au nom du père, 2013Collaboration avec Alain Grousset qui a écrit, en parallèle, Gigante - Au nom du fils
- Chroniques des ombres, 2013
- Le Jour où la guerre s'arrêta, Au diable vauvert, 2014
- Exquise planète, 2014Collaboration avec Jean-Paul Demoule, Roland Lehoucq et Jean-Sébastien Steyer
- Les Dames blanches, L'Atalante, 2015
- Résonances, J'ai lu, coll. « Nouveaux Millénaires », 2015
- Échos dans le temps, J'ai lu, 2017
- Tout sur le zéro, 2017
- inKARMAtions, Éditions Leha[87], 2019
- Contes des sages d'autres mondes et d'autres temps, Seuil, 2020
- Le dixième vaisseau, Scrineo[88], 2021
- "La porte des remparts sublimes", éditions Au diable Vauvert, 2023
- "Nouvelles vagues", L'Atalante, 2025

### Novélisations
- Atlantis, les fils du rayon d'or, 1998
- Kaena, la prophétie, 2003  (ISBN 978-2-7404-1635-8)

### Nouvelles
- Ma main à couper, L'Atalante, 2001D'abord écrite en 1999 à l'occasion de la Semaine de l'écriture à Rezé, la nouvelle est éditée dans un livre hors commerce, distribué gratuitement

Certaines nouvelles écrites par Pierre Bordage pour des anthologies et divers appels à textes ont été rassemblées dans des recueils :
- Nouvelle vie™, 2004Contient : Cheval de Troie, Nouvelle Vie™, Ma main à couper, La Classe de maître Moda, Eurozone, Paix bien ordonnée, Kali la démente, Jour de noces, Dans le potager, Les frères du G5, Juliet, Godéron, et Tyho d'Ecce.
- Dernières nouvelles de la Terre..., 2010Contient : Sources, La Voix du Matin, Pedrito, Dans le regard des miens, Fort 53, Son nom est personne, On va marcher sur la Lune, De ma prison..., En chair, Mauvaise nouvelle, La Nuit des trois veilleurs, Une plage en Normandie, Le Chant de l'esgasse, Traces, et Dernières nouvelles de la Terre...
- Hier je vous donnerai de mes nouvelles, L'Atalante, 2016Contient quinze nouvelles et un préambule.
- Nouvelles vagues, L'Atalante, 2025Contient treize nouvelles.

D'autres n'ont pas été rééditées :
- Une paix éternelle, 1996Parue dans le recueil Genèses
- La Quarantaine, 1998Parue chez J'ai lu pour leur quarantième anniversaire[Liv 6]
- Big Crunch, 1998Parue dans l'agenda de la SF[Liv 7]
- La Nouvelle-Nantes, 1999Parue dans L'écho du Val de Sèvre, périodique de la commune de Boussay
- Aux Portes des Saintes, 2000Parue dans Les Portes[Liv 8]
- Fonds d'écran, 2005Parue dans le recueil 10 nouvelles fantastiques : de l'Antiquité à nos jours[Liv 9]
- L'Archiviste, 2006Parue dans l'anthologie Elric et la porte des mondes[Liv 10]
- Mauvaise nouvelle, parue dans l'anthologie Noirs Scalpels (2005).
- Amertumes, dans Déguster le noir, anthologie sous la direction d'Yvan Fauth. Paris : Belfond, coll. "Belfond noir", 06/2023, p. 55-74.  (ISBN 978-2-7144-9749-9)

### Cinéma
Pierre Bordage a écrit les scénarios de Eden Log, un long métrage sorti en 2007 et réalisé par Franck Vestiel, ainsi que de Dante 01, sorti en 2008 et coécrit avec le réalisateur Marc Caro. Il travaillait sur le film d'animation Kaena, la prophétie, mais a été écarté du projet de film à la suite d'un désaccord sur la complexité du scénario, et s'est plus tard occupé de sa novélisation.

### Bande dessinée
De 2008 à 2009, il a travaillé sur les Chroniques des Ombres, une BD vidéo téléchargeable, qui par la suite est sortie en livre (édition Au diable vauvert 2013). Il a supervisé l'adaptation de la bande dessinée Les Guerriers du silence, et s'occupe lui-même de celle des Fables de l'Humpur dessinée par Olivier Roman.